# Urbana, Missouri
Urbana är en ort i Dallas County i Missouri. Vid 2010 års folkräkning hade Urbana 417 invånare.